# 雅罗斯拉夫·黑勒布兰德
雅罗斯拉夫·黑勒布兰德（捷克語：Jaroslav Hellebrand，1945年12月30日—），捷克男子赛艇运动员。他曾代表捷克斯洛伐克参加1968年、1972年和1976年夏季奥林匹克运动会赛艇比赛，其中1976年奥运会获得一枚铜牌。